# Irving Meretsky
Irving «Toots» Meretsky (Windsor, Ontario, 17 de mayo de 1912 - Windsor, 18 de mayo de 2006) fue un  baloncestista canadiense. Fue medalla de plata con Canadá en los Juegos Olímpicos de Berlín de 1936.